# Obraz Pana Jezusa Miłosiernego (z Ciężkowic)

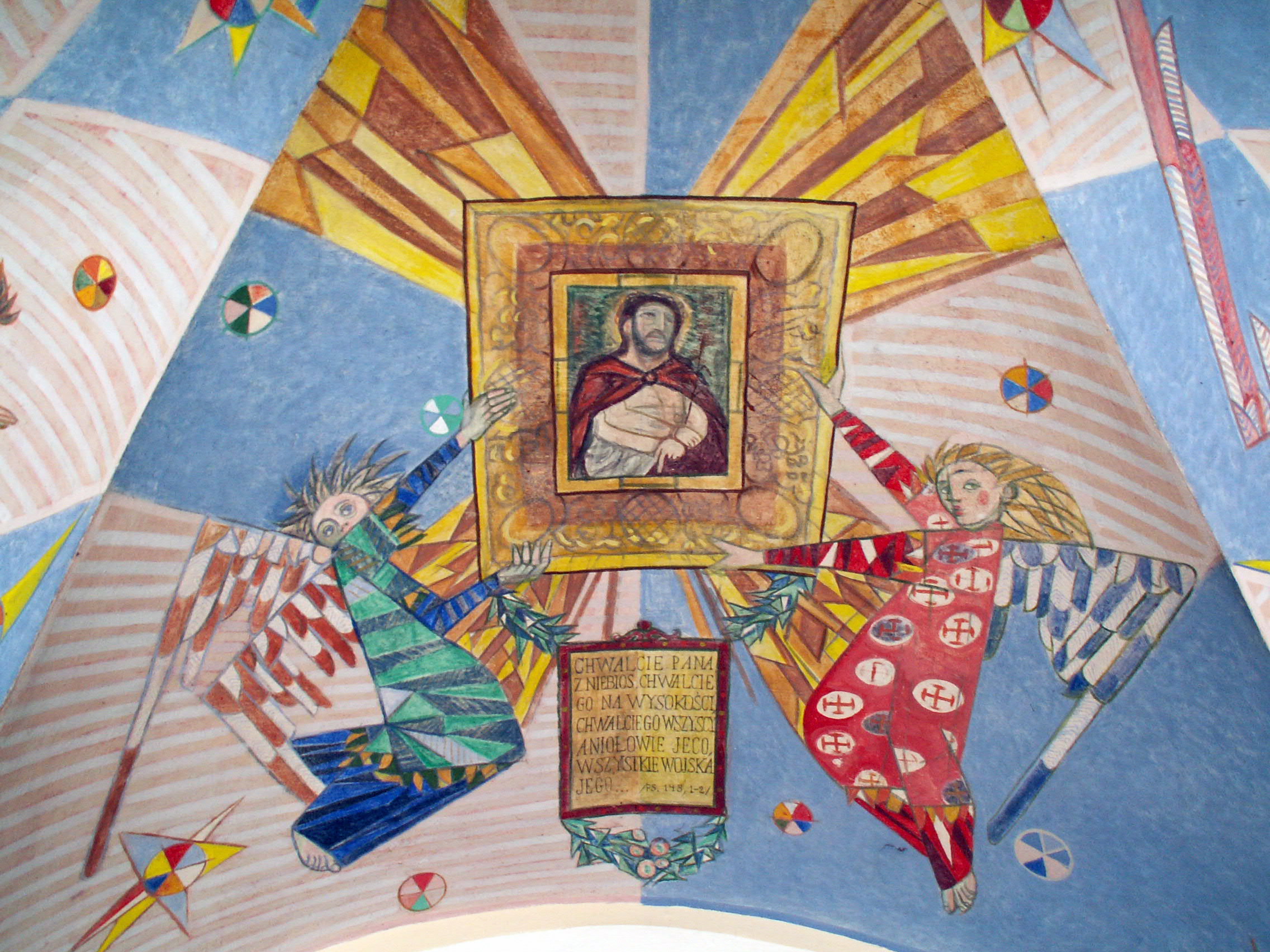
Polichromia z kościoła z wizerunkiem Pana Jezusa Miłosiernego – Ciężkowickiego

Obraz Pana Jezusa Miłosiernego (Ecce Homo) – obraz Jezusa Miłosiernego znajdujący się w głównym ołtarzu sanktuarium Pana Jezusa Miłosiernego (kościele św. Andrzeja Apostoła) w Ciężkowicach w województwie małopolskim.

## Opis obrazu
Obraz namalowano w stylu wczesnobarokowym. Artysta wizerunku jest nieznany. Wymiary obrazu to 71 x 53 cm. Obraz przedstawia Jezusa Chrystusa pokrytego ranami i krwią ze związanymi sznurem rękami, który w lewej dłoni trzyma trzcinę. Jezus ma na ramionach purpurowy płaszcz a na głowie koronę cierniową.

## Historia obrazu
Data sprowadzenia obrazu z Rzymu do Ciężkowic nie jest dokładnie znana. Podawane są dwie daty. Pierwsza to rok 1632, w którym papież Urbana VIII miał podarować obraz Ciężkowicom. Druga data (uważana za bardziej prawdopodobną) – 1682 r., ówczesny papież Innocenty XI miał ofiarować obraz księdzu z Ciężkowic. 
Ksiądz otrzymany od papieża obraz umieścił na plebanii. Następnie obraz został przeniesiony do kaplicy zamkowej, a potem do kościoła za sprawą pani Kurdynanowskiej. Kobieta ta była ciężko chora, pewnego razu miała sen by udać się w pielgrzymce do Pana Jezusa Miłosiernego w Ciężkowicach i modlić się tam o uzdrowienie. Odzyskawszy zdrowie Kurdynanowska ufundowała ołtarz, do którego uroczyście przeniesiono obraz Chrystusa. W kościele w Ciężkowicach zaczęto obchodzić odpusty, które nie były zaaprobowane przez władzę kościelną. Decyzją krakowskiej kurii obraz przeniesiono do Krakowa w 1720 celem zbadania sprawy. Przyniesienia obrazu do stolicy Małopolski podjęło się dwóch mieszczan, Burek i Małopolski, którzy po powrocie zachorowali.
W Krakowie wizerunek z Ciężkowic zaginął. Został on odnaleziony dopiero 3 września 1753 za sprawą ks. Jana Słowińskiego, który pochodził z Ciężkowic. Ksiądz ten będąc w Krakowie utracił wzrok. We śnie otrzymał wezwanie do odnalezienia obrazu w murze kościoła Mariackiego. Po uzyskaniu zgody władz kościelnych na poszukiwanie wizerunku, ksiądz wskazał murarzowi lokalizację obrazu. We wskazanym miejscu odnaleziono wizerunek i cztery inne obrazy. Wówczas ksiądz odzyskał wzrok. Obraz przeniesiono na Wawel, gdzie sporządzono protokół, w którym obraz określono jako cudowny: „quasi miraculis nobilitatam”. Dokument podpisali przedstawiciele krakowskiego konsystorza oraz inni kapłani w tym księża misjonarze. Tym cudem spełniły się marzenia wiernych z Ciężkowic o potwierdzenie kultu obrazu. Dzięki staraniom Franciszka Lassatowicza oraz Jana Góreckiego, mieszczanom z Ciężkowic, obraz przywieźć do Ciężkowic. Obraz sprowadzono w dniu 3 maja 1795 i wprowadzono uroczyście do świątyni. Była to wielka manifestacja wiary, w której wzięła duża liczba wiernych i kapłanów, a tym samym pierwsza uroczystość ku czci Pana Jezusa Miłosiernego w Ciężkowicach. Kilka dni przed przywiezieniem wizerunku sporządzono protokół w kurii krakowskiej, w którym zezwolono na przeniesienie obrazu. Na tyle obrazu wpisano daty przewiezienia do Krakowa, jego odnalezienia w 1753 oraz jego przekazania parafii w Ciężkowicach. 
Od tej pory kult obrazu zaczął się rozwijać. W każdy pierwszy piątek miesiąca odprawiano msze św. z udziałem orkiestry miejskiej dzięki funduszom zarządu miasta. W dniu 18 sierpnia 1798 obraz Pana Jezusa zwanego Ciężkowickim przeniesiono z ołtarza św. Antoniego do ołtarza wielkiego, by podkreślić jego cudowność. Została założona księga łask i cudów wyproszonych u Jezusa Miłosiernego.
W roku 1795 z okazji wprowadzenia obrazu do kościoła ułożona została Pieśń o Panu Jezusie Miłosiernym w Ciężkowicach cuda słynącym, na melodię „Do Ciebie Panie”, która jest śpiewana w Ciężkowicach do dziś. Część tej pieśni:

O Boże Wielki w tym małym obrazie
Cudami sławny dla nędznych w złym razie
Do Ciebie Panie biegniemy do Ciebie,
Abyś ratował nas w każdej potrzebie,
Miastu Ciężkowice, dla biednego ludu
Świadczyłeś łaski, doznawali cudu...

## Kult
Panu Jezusowi Miłosiernemu przypisuje się wiele cudów, m.in. ocalenie Ciężkowic w czasie rabacji w 1846, a także w okresie pierwszej i drugiej wojny światowej oraz łask w tym doznawanych przez wiernych współcześnie.
W 1983 roku obraz został odnowiony staraniem miejscowego ks. Michała Sopaty. Usytuowany jest nadal w ołtarzu głównym z podnoszoną zasłoną ogniotrwałą. Na zasłonie widać napis: „Ecce Homo”, będący tytułem tego obrazu. Obraz jest uroczyście odsłaniany i zasłaniany. W dniu 2 lutego 2003 roku dekretem biskupa Wiktora Skworca kościół w Ciężkowicach został podniesiony do godności sanktuarium Pana Jezusa Miłosiernego.